# ترافيس جونسون (لاعب كرة قدم)
ترافيس جونسون (بالإنجليزية: Travis Johnson) هو لاعب كرة قدم بريطاني في مركز ظهير، ولد في 28 أغسطس 2000 في ستوك أون ترينت في المملكة المتحدة. لعب مع نادي كرو ألكساندرا.